# Hektor von Kwilecki
Hektor Graf von Kwilecki (* 20. Januar 1859 in Posen; † 3. Februar 1912 in Kwilcz) war Rittergutsbesitzer und Mitglied des Deutschen Reichstags.

## Leben
Kwilecki besuchte das Königlich Französische Gymnasium in Berlin und das Gymnasium St. Maria Magdalena in Posen. Von 1879 bis 1884 diente er beim 2. Garde-Ulanen-Regiment. Im Oktober 1880 wurde er zum Seconde Lieutenant befördert, später wurde er zum Rittmeister der Garde-Landwehrkavallerie. Zum Abschied schenkten ihm die Offiziere des 2. Garde-Ulanen-Regiments eine von dem bedeutenden Berliner Silberschmied D. Vollgold & Sohn gefertigte kostbare Silberplatte mit der Gravur des Regimentswappens über der Inschrift „Hector Graf Kwilecki 1880–1884“ und im Rand umlaufend die Namen der Schenker in der Reihenfolge ihres militärischen Ranges:
„Oberst v. Scholten, Major v. Wurmb, Maj. Grf. z. Eulenburg, v. Rabe, Rittm. Grf. v. Schlippenbach, v. Oertzen, Grf. v. Haslingen, Frhr. v. Lentz, v. Natzmer, Prem. Lieut. v. Wiedebach, Frhr. v. d. Borch, Frhr. v. d. Knesebeck, v. Vollard-Bockelberg, v. d. Marwitz, Sec. Lieut. v. Below, v. Tiedemann g. v. Brandis, v. Paczenski et Tenczin, v. Katte, (Gustav) Prinz Biron v. Curland, Gr. v. Oppersdorff, Gr. v. Kwilecki, Gr. v. Schmettow, Gr. v. d. Goltz, v. Willich, v. Beneckendorff u. v. Hindenburg.“
Graf Kwilecki war Rittergutsbesitzer auf Kwilcz und seit 1887 verheiratet mit Jadwiga Aniela Zaluska, mit der er drei Kinder hatte. Später heiratete er Zofia Klementyna Zaluska, mit der er eine Tochter hatte.
Er war Wirkl. Geheimkämmerer des Papstes und Mitglied des Präsidiums des Katholikentags in Danzig (1891).
Von 1887 bis 1903 war er Mitglied des Deutschen Reichstags für den Wahlkreis Regierungsbezirk Posen 2 (Samter, Birnbaum, Obornik, Kreis Schwerin (Warthe)) und die Polnische Fraktion.